# 塔若错
塔若错（藏語：ཐ་རོ་མཚོ，威利转写：tha ro mtsho，THL：Taro Tso）位于中国西藏自治区日喀则市仲巴县境内，地处仲巴县北部，冈底斯山北麓，湖面海拔4566米，面积486.6平方公里。湖水主要依靠冰雪融水径流补给，有布多臧布等19条入湖河流。湖区属高寒草原半干旱气候，年均降水量200毫米左右，年均气温0～2℃。湖水属碳酸盐亚型淡水湖，矿化度770.mg/L。